# FK 34 Brusno-Ondrej
FK 34 Brusno-Ondrej (celým názvem: Futbalový klub 34 Brusno-Ondrej) je slovenský fotbalový klub, který sídlí v obci Brusno. Založen byl v roce 1934 pod názvem ŠK Sv. Ondrej. Od sezóny 2016/17 působí v I. triede Oblastného futbalového zväzu Banská Bystrica (6. nejvyšší soutěž).
Své domácí zápasy odehrává na stadionu FK 34 Brusno-Ondrej s kapacitou 550 diváků.

## Historické názvy
Zdroj: 
- 1934 – ŠK Sv. Ondrej (Športový klub Svätý Ondrej)
- TJ Brusno-Ondrej (Telovýchovná jednota Brusno-Ondrej)
- FK 34 Brusno-Ondrej (Futbalový klub 34 Brusno-Ondrej)

## Umístění v jednotlivých sezonách
Stručný přehled
Zdroj: 
- 1964–1967: I. A trieda SsFZ – sk. A
- 1973–1981: Krajský přebor – sk. Střed
- 2002–2004: 4. liga SsFZ – sk. Jih
- 2012–2014: 4. liga SsFZ
- 2014–2015: 3. liga – sk. Střed
- 2015–2016: 5. liga SsFZ – sk. C
- 2016–: I. trieda OFZ BB

Jednotlivé ročníky
Zdroj: 
Legenda: Z – zápasy, V – výhry, R – remízy, P – porážky, VG – vstřelené góly, OG – obdržené góly, +/− – rozdíl skóre, B – body, červené podbarvení – sestup, zelené podbarvení – postup, fialové podbarvení – reorganizace, změna skupiny či soutěže
| Československo (1964–1993) |                            |        |                                                             |                                                             |                                                             |                                                             |                                                             |                                                             |                                                             |                                                             |        |
| Sezóny                     | Liga                       | Úroveň | Z                                                           | V                                                           | R                                                           | P                                                           | VG                                                          | OG                                                          | +/−                                                         | B                                                           | Pozice |
| 1964/65                    | I. A trieda SsFZ – sk. A   | 4      | 26                                                          | 10                                                          | 5                                                           | 11                                                          | 44                                                          | 54                                                          | −10                                                         | 25                                                          | 9.     |
| 1965/66                    | I. A trieda SsFZ – sk. A   | 5      | …                                                           | …                                                           | …                                                           | …                                                           | …                                                           | …                                                           | …                                                           | …                                                           |        |
| 1966/67                    | I. A trieda SsFZ – sk. A   | 5      | 26                                                          | 10                                                          | 3                                                           | 13                                                          | 45                                                          | 54                                                          | −9                                                          | 23                                                          | 11.    |
| …                          |                            |        |                                                             |                                                             |                                                             |                                                             |                                                             |                                                             |                                                             |                                                             |        |
| 1973/74                    | Krajský přebor – sk. Střed | 5      | 25                                                          | 9                                                           | 6                                                           | 10                                                          | 25                                                          | 26                                                          | −1                                                          | 24                                                          | 10.    |
| 1974/75                    | Krajský přebor – sk. Střed | 5      | 27                                                          | 11                                                          | 2                                                           | 14                                                          | 36                                                          | 58                                                          | −22                                                         | 24                                                          | 14.    |
| 1975/76                    | Krajský přebor – sk. Střed | 5      | 28                                                          | 12                                                          | 5                                                           | 11                                                          | 36                                                          | 42                                                          | −6                                                          | 29                                                          | 7.     |
| 1976/77                    | Krajský přebor – sk. Střed | 5      | 29                                                          | 12                                                          | 7                                                           | 10                                                          | 45                                                          | 38                                                          | +7                                                          | 31                                                          | 6.     |
| 1977/78                    | Krajský přebor – sk. Střed | 4      | …                                                           | …                                                           | …                                                           | …                                                           | …                                                           | …                                                           | …                                                           | …                                                           |        |
| 1978/79                    | Krajský přebor – sk. Střed | 4      | 26                                                          | 10                                                          | 8                                                           | 8                                                           | 23                                                          | 20                                                          | +3                                                          | 28                                                          | 5.     |
| 1979/80                    | Krajský přebor – sk. Střed | 4      | 26                                                          | 9                                                           | 4                                                           | 13                                                          | 20                                                          | 34                                                          | −14                                                         | 22                                                          | 10.    |
| 1980/81                    | Krajský přebor – sk. Střed | 4      | 29                                                          | 13                                                          | 2                                                           | 14                                                          | 36                                                          | 33                                                          | +3                                                          | 28                                                          | 11.    |
| …                          |                            |        |                                                             |                                                             |                                                             |                                                             |                                                             |                                                             |                                                             |                                                             |        |
| Slovensko (1993–)          |                            |        |                                                             |                                                             |                                                             |                                                             |                                                             |                                                             |                                                             |                                                             |        |
| Sezóny                     | Liga                       | Úroveň | Z                                                           | V                                                           | R                                                           | P                                                           | VG                                                          | OG                                                          | +/−                                                         | B                                                           | Pozice |
| …                          |                            |        |                                                             |                                                             |                                                             |                                                             |                                                             |                                                             |                                                             |                                                             |        |
| 2002/03                    | 4. liga SsFZ – sk. Jih     | 4      | 26                                                          | 9                                                           | 4                                                           | 13                                                          | 31                                                          | 45                                                          | −14                                                         | 31                                                          | 11.    |
| 2003/04                    | 4. liga SsFZ – sk. Jih     | 4      | 30                                                          | 15                                                          | 4                                                           | 11                                                          | 53                                                          | 55                                                          | −2                                                          | 49                                                          | 4.     |
| …                          |                            |        |                                                             |                                                             |                                                             |                                                             |                                                             |                                                             |                                                             |                                                             |        |
| 2012/13                    | 4. liga SsFZ               | 4      | 30                                                          | 14                                                          | 8                                                           | 8                                                           | 58                                                          | 32                                                          | +26                                                         | 50                                                          | 5.     |
| 2013/14                    | 4. liga SsFZ               | 4      | 30                                                          | 17                                                          | 6                                                           | 7                                                           | 56                                                          | 26                                                          | +30                                                         | 57                                                          | 3.     |
| 2014/15                    | 3. liga – sk. Střed        | 3      | Klub se odhlásil v průběhu sezóny, výsledky byly anulovány. | Klub se odhlásil v průběhu sezóny, výsledky byly anulovány. | Klub se odhlásil v průběhu sezóny, výsledky byly anulovány. | Klub se odhlásil v průběhu sezóny, výsledky byly anulovány. | Klub se odhlásil v průběhu sezóny, výsledky byly anulovány. | Klub se odhlásil v průběhu sezóny, výsledky byly anulovány. | Klub se odhlásil v průběhu sezóny, výsledky byly anulovány. | Klub se odhlásil v průběhu sezóny, výsledky byly anulovány. | 16.    |
| 2015/16                    | 5. liga SsFZ – sk. C       | 5      | 26                                                          | 7                                                           | 4                                                           | 15                                                          | 30                                                          | 71                                                          | −41                                                         | 25                                                          | 13.    |
| 2016/17                    | I. trieda OFZ BB           | 6      | 28                                                          | 14                                                          | 7                                                           | 7                                                           | 43                                                          | 29                                                          | +14                                                         | 49                                                          | 3.     |
| 2017/18                    | I. trieda OFZ BB           | 6      | 26                                                          |                                                             |                                                             |                                                             |                                                             |                                                             |                                                             |                                                             |        |

Poznámky:
- 2014/15: Klub ze soutěže odstoupil po ukončení podzimní části, do další sezóny se poté přihlásil pouze do páté ligy SsFZ.[18]